# 박충훈
박충훈(한국 한자: 朴忠勳, 1919년 1월 19일~2001년 3월 16일)은 대한민국의 예비역 공군 소장 출신의 정치인이다. 본은 밀양(密陽)이고, 호(號)는 이당(貳堂)이다. 일제 시대 당시의 제주도 출생. 상공부 장관과 국무총리 서리 겸 대통령 권한대행을 지냈다.
일제 강점기 시대 전라남도 제주군 출생이다. 1949년 대한민국 공군 정훈장교 대위 임관하여, 이후 1961년 대한민국 공군 소장으로 예편하였다. 그 후에 그는 1980년 5월, 국무총리 서리와 같은 해 8월, 대통령 권한대행을 지냈는데 이는 대한민국에서 국무총리 서리의 신분으로 대통령 권한대행을 지낸 최초의 전례였다. 1980년 8월 16일부터 1980년 9월 1일까지 대통령 권한대행으로 재임하였으나, 실권은 쿠데타로 권력을 장악한 전두환(全斗煥) 장군이 맡았다.

## 생애
경성제1고등보통학교를 거쳐 일본 교토 도시샤 고등상업학교와 대한민국 국방대학교를 나온 그는 잠시 공군에 복무하였고 공군 신분으로 국방부 경리국장에 있던 중 1961년 공군 소장으로 예편하였다. 상공부 무역국장, 상공부 차관 등을 역임하고, 1963년 상공부 장관, 1967년 부총리 겸 경제기획원 장관을 지냈다.
그 후 한국무역협회 회장, 대우학원 이사장, 한국과학기술연구소 이사장 등의 직위를 역임하다가, 1980년 5월, 광주 민주화 운동의 발생으로 신현확(申鉉碻) 국무총리가 사임하자 국무총리 서리에 임명되었고, 같은 해 8월, 최규하(崔圭夏) 대통령의 사임으로 잠시 대통령의 권한을 대행하였다.
1981년 4월 23일 국정자문회의 자문위원에 피선되었다.

## 학력
- 경성제1고등보통학교 졸업(1937년)
- 일본 교토 도시샤 고등상업학교 전문학사(1939년)
- 대한민국 육군보병학교 졸업(1951년)
- 대한민국 국방대학교 행정학사 1기(1956년)

### 비학위 수료
- 제주대학교 국제대학원 국제정책과정 수료(1966년)

### 명예 박사 학위
- 미국 일리노이 웨슬리언 대학교 명예 법학박사(1968년)
- 제주대학교 명예 경영학 박사(1970년)

## 가족 관계
- 부인 : 정경숙(鄭敬淑, 1924년~2025년)
  - 자녀 : 2남 4녀

## 기타 이력
- 대한무역진흥공사 동우회 고문
- 한국중견기업인연합회 고문
- 대우차국민기업추진위원회 고문

## 같이 보기
- 제3공화국
- 제4공화국
- 최규하 정부
- 박정희
- 최규하
- 박병배
- 신현확
- 김정렴
- 남덕우
- 전두환
- 국가원로자문회의

## 역대 선거 결과
| 실시년도 | 선거   | 대수 | 직책     | 선거구           | 정당       | 득표수   | 득표율          | 순위 | 당락 | 비고 |
| -------- | ------ | ---- | -------- | ---------------- | ---------- | -------- | --------------- | ---- | ---- | ---- |
| 1971년   | 총선   | 8대  | 국회의원 | 서울 영등포구 정 | 민주공화당 | 35,046표 | \| \| 47.32% \| | 2위  | 낙선 |      |
|          | 47.32% |      |          |                  |            |          |                 |      |      |      |

## 참고 자료
- “역대 정부부처 장차관 - 상공부”. 동아일보. 2007년 6월 13일에 원본 문서에서 보존된 문서. 2008년 2월 26일에 확인함.